# 비류왕
비류왕(比流王, ? ~ 344년 10월, 재위: 304년 10월 ~ 344년 10월)은 백제의 제11대 국왕이다. 《삼국사기》 백제본기에 따르면, 비류왕은 구수왕의 둘째 아들이자 사반왕의 동생이다. 그러나 삼국사기 백제본기의 다른 줄에 의하면 그는 평민으로 살면서 명성을 얻었다고 한다. 
8대 고이왕의 손자 분서왕이 죽자 그의 아들 계(契)가 아직 나이가 어리다 하여 비류가 신하들의 추대를 받아 즉위하였다. 그는 활을 잘 쏘았으며 성품이 너그러웠다고 한다.

## 생애

### 가계 배경 의혹
삼국사기에 의하면 그는 구수왕의 아들이자 사반왕의 동생이다. 또, 삼국사기 백제본기의 다른 줄에는 그가 평민으로 살면서 명성을 얻었다고도 한다. 비류왕과 비류왕의 형 사반왕 사이에는 70년 이상의 연대 차이가 나므로 형제 여부에 관하여 이견이 있다. 《삼국사기》에서 아버지로 지목하는 구수왕과 형으로 지목한 사반왕이 죽은 뒤 70년 만에 즉위하여 40년을 통치한다.

### 치세
《삼국사기》 백제본기에 따르면, 312년 음력 2월 신하를 보내 백성들의 질병과 고통을 살피고, 홀아비, 과부, 고아, 그리고 자식 없이 외롭게 지내는 노인들을 도와주었다. 그중에서도 스스로 생활할 수 없는 자에게는 곡식을 3섬씩 나누어주었다.  병관좌평(兵官佐平)에 해구(解仇)를 등용하였고 321년 정월에는 왕의 서제(庶弟) 우복(優福)을 내신좌평(內臣佐平)으로 삼았으나 우복이 327년 북한산성을 근거지로 반란을 일으켜 왕은 이를 토벌하였다. 337년 봄 음력 2월에 신라에서 사신을 보내왔으며 극진히 대접하였다. 344년 겨울 음력 10월 비류왕이 붕어하자 계(契)가 왕위를 물려받아 12대 계왕이 되었다.
일반적으로 비류왕의 즉위는 백제 왕실이 초고왕계로 변화된 것으로 이해된다. 비류왕 사후 계왕이 즉위하면서 잠시 고이왕계로 복귀하였으나 계왕이 2년만에 사망하고 근초고왕이 즉위하면서 초고왕계 왕실이 확립되었다고 본다. 

## 자연재해 및 천문 현상 기록
비류왕 대에는 자연재해와 천문 현상 기록이 다수 남아 있기도 하다.
- 308년 봄 정월 초하루 병자: 일식이 발생했다.[2]
- 316년 봄: 가뭄이 발생했다.
- 321년 가을 음력 7월: 태백성(太白星)이 낮에 나타났다. 나라 남쪽에 우박이 내려 곡식을 해쳤다.
- 327년 가을 음력 7월: 붉은 까마귀와 같은 구름이 해를 끼고 있었다.[3]
- 331년 봄, 여름: 가뭄이 크게 들어 풀과 나무가 마르고 강물이 말랐다. 음력 7월에 이르러서야 비가 왔다. 이 해에 기근이 들어 사람들이 서로 잡아먹었다.[4]
- 333년 여름 음력 5월: 별이 떨어졌다.
- 335년 겨울 음력 10월 초하루 을미: 일식이 발생했다.[5]
- 336년 봄 정월 신사: 혜성(彗星)이 별자리 규(奎)에 나타났다.[6]

## 가계
- 부왕 또는 선조 : 구수 - 이설 있음.[7]
  - 형 또는 선조 : 사반
  - 이복 동생 : 부여우복
  - 왕비 : 왕비 해씨(解氏)
    - 장남 : ?

  - 후궁 : 왕비 진씨(眞氏)
    - 차남 : 근초고왕

## 비류왕이 등장하는 작품
- 《근초고왕》 (KBS, 2011년, 배우:윤승원)

## 같이 보기
- 기림 이사금 (298년 ~ 310년)
- 흘해 이사금 (310년 ~ 356년)
- 미천왕 (300년 ~ 331년)
- 고국원왕 (331년 ~ 371년)
- 거질미왕 (291년~346년)
- 오진 천황 (270년~310년)
- 닌토쿠 천황 (310년~399년)